# (100050) Carloshernandez
(100050) Carloshernandez est un astéroïde de la ceinture principale.

## Description
(100050) Carloshernandez est un astéroïde de la ceinture principale. Il fut découvert le 6 octobre 1991 à l'Observatoire Palomar par Andrew Lowe. Il présente une orbite caractérisée par un demi-grand axe de 2,60 UA, une excentricité de 0,21 et une inclinaison de 1,7° par rapport à l'écliptique. Carloshernandez a été nommé en hommage à "Carlos R. Hernández", neveu du découvreur.

## Compléments